# Entodon subplicatus
Entodon subplicatus är en bladmossart som beskrevs av Ferdinand François Gabriel Renauld och Jules Cardot 1900. Entodon subplicatus ingår i släktet Entodon och familjen Entodontaceae. Inga underarter finns listade i Catalogue of Life.